# Antoni Ciesielski (burmistrz)
Antoni Ciesielski (ur. 1817 w Jaroszkach, zm. ?), urzędnik miejski, czwarty burmistrz miasta Tomaszowa Mazowieckiego. 
Pochodził ze zubożałej szlachty. Za czasów burmistrza Gedeona Goedela pełnił funkcję kasjera miejskiego, mając na utrzymaniu matkę Elżbietę. Początkowo mieszkał w budynku murowanym przy Rynku św. Józefa 8 (obec. Plac Kościuszki 20). W r. 1844 poślubił Antoninę z Goedelów (ur. 1 VI 1817 w Skierniewicach), najstarszą córkę ówczesnego burmistrza tomaszowskiego Gedeona Goedela, i zamieszkał w domu nr 138, potem w budynku murowanym nr 1. Ok. roku 1850 na krótko przeniósł się do Inowłodza. W r. 1852 został wybrany burmistrzem Tomaszowa Mazowieckiego. Funkcję tę pełnił przez siedem lat (do r. 1859). 
Miał co najmniej troje dzieci: córkę Lucynę Antoninę (ur. 22 września 1845 w Tomaszowie Maz.), synów Franciszka (ur. 1846 w TM) i Władysława (ur. 1848 w TM). 